# Maj-Lis Lüning
Maj-Lis Lüning, född Maja-Lisa Lüning 28 december 1919 i Lund, vid sin död 9 juli 2010 i Johannesburg i Sydafrika kallad Majlis Russ, var en svensk skådespelare. Hon gifte sig 1939 med Vivigenz Ernst von Eickstedt-Peterswaldt och utvandrade till Sydafrika 1952 och därefter till Peru 1956.
Gav under namnet Majlis von Eickstedt-Peterswaldt ut Bro över mörka vatten om tiden i Tyskland under andra världskriget. Boken gavs ut 1945. Våren 1945 var hon engagerad vid Svenska sjömanskyrkan för att hjälpa tysklandssvenskar hem från kriget. Hon fick smeknamnet "Lübecks ängel".

## Filmografi
- 1935 – Flickor på fabrik
- 1945 – Vittnesbördet
- 1946 – Begär
- 1946 – Bröder emellan
- 1948 – Kvinnan gör mig galen
- 1950 – Fästmö uthyres
- 1952 – När syrenerna blomma

## Teater

### Roller
| År   | Roll       | Produktion                                           | Regi              | Teater             |
| ---- | ---------- | ---------------------------------------------------- | ----------------- | ------------------ |
| 1937 | Ruth Fries | Här kommer jag Axel Frische och Fleming Lynge        | Ragnar Klange     | Folkets hus teater |
| 1946 |            | Behärska dig kvinna Stanley Lupino och Edward Horans | Johan Jacobsen    | Chinateatern       |
| 1951 |            | Ta hand om Amelie Georges Feydeau                    | Hjördis Petterson | Intiman            |

### Fotnoter
1. 1 2  ”Lübecks ängel deltog i räddningsaktioner”. Sydsvenskan. https://www.sydsvenskan.se/2010-09-12/lubecks-angel-deltog-i-raddningsaktioner. Läst 27 juli 2020.
2. ↑  ”Maj-Lis Lüning”. Svensk Filmdatabas. http://sfi.se/sv/svensk-filmdatabas/Item/?type=PERSON&itemid=62365&iv=BIOGRAPHY. Läst 13 augusti 2012.
3. ↑  ”Bro över mörka vatten”. Libris.kb.se. http://libris.kb.se/hitlist?d=libris&q=Majlis+von+Eickstedt-Peterswaldt&f=simp&spell=true&hist=true&p=1. Läst 13 augusti 2012.
4. ↑  Cyrano (3 oktober 1937). ”'Här kommer jag' på Folkets Hus teatern”. Dagens Nyheter:  s. 14. http://arkivet.dn.se/arkivet/tidning/1937-10-03/268/14. Läst 10 februari 2016.
5. ↑  C.B-n (13 september 1946). ”Musical comedy på China”. Dagens Nyheter:  s. 12. http://arkivet.dn.se/arkivet/tidning/1946-09-13/249/12. Läst 30 augusti 2015.
6. ↑  ”Teaterannons”. Dagens Nyheter:  s. 33. 5 oktober 1951. http://arkivet.dn.se/arkivet/tidning/1951-10-05/269/33. Läst 6 mars 2016.